# Gabriela Scherer

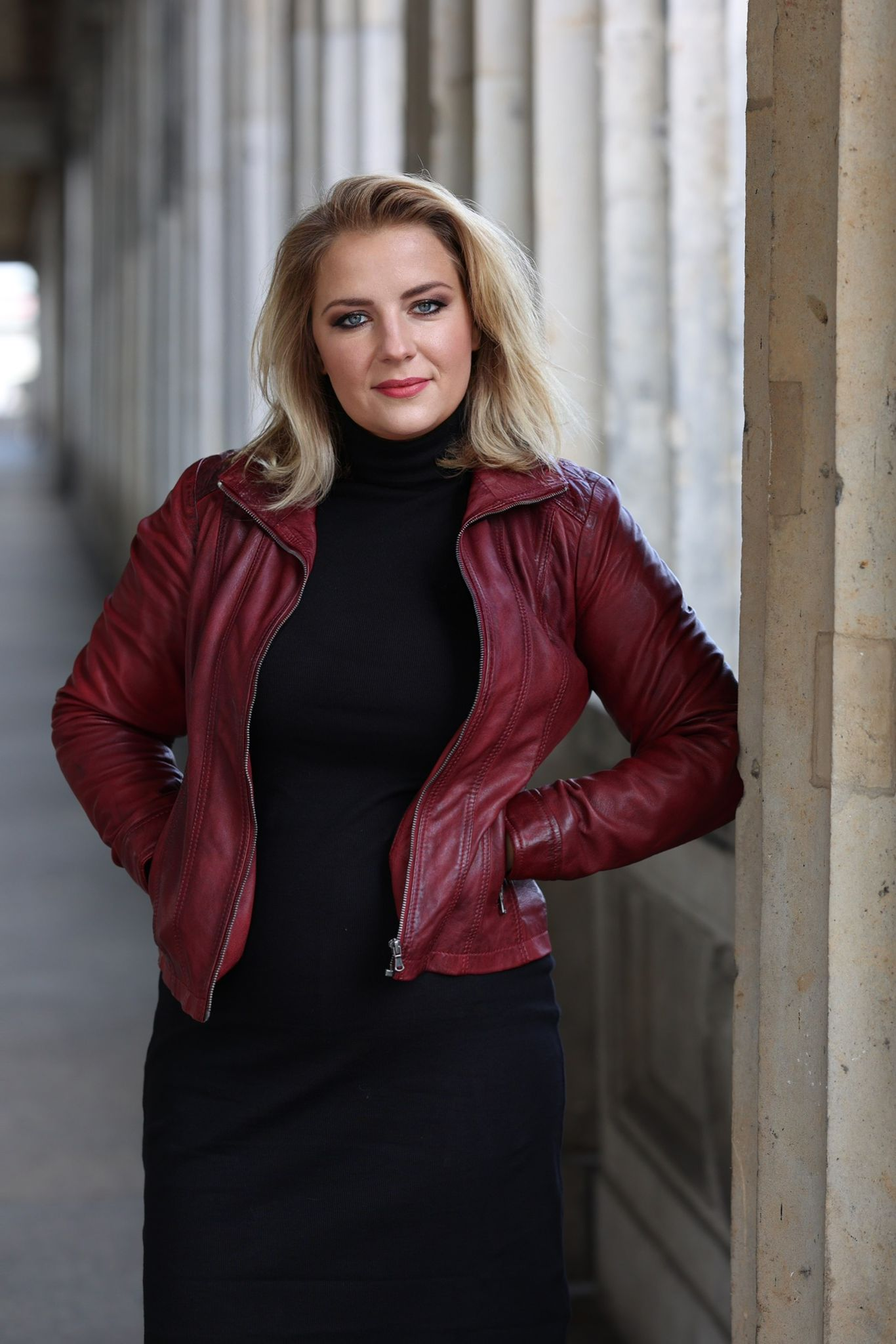
Gabriela Scherer in Berlin (2024)

Gabriela Scherer (* 1981 in Zürich) ist eine Schweizer Opernsängerin (Sopran).

## Leben

### Ausbildung
Ihr Gesangsstudium begann sie nach langjähriger Chortätigkeit bei Helen Keller (SMPV) in Zürich. Sie studierte 2002 bis 2006 an der Universität Mozarteum Salzburg bei Horiana Brănișteanu und bei Kammersängerin Elisabeth Wilke.

### Karriere
Mezzosopran:
Sie trat bei zahlreichen Konzerten in Österreich, Deutschland und der Schweiz auf. Während ihres Studiums wirkte sie bereits in den Opernproduktionen Hoffmanns Erzählungen von Jacques Offenbach, Engelbert Humperdincks Hänsel und Gretel, Momo und die Zeitdiebe von Mark Lothar und in Wolfgang Amadeus Mozarts Le nozze di Figaro mit. Sie sang Anfang 2005 in der Schweiz in der Württembergischen Philharmonie Reutlingen das Le Laudi von Hermann Suter. 
Meisterkurse besuchte sie bei Angelika Kirchschlager, Francisco Araiza und Barbara Fink.
Sie trat unter anderem in den Rollen Hänsel am Kleist Forum, Brandenburger Theater und Hans-Otto-Theater auf. Im Juni 2006 verkörperte sie die Zweite Dame in Mozarts Die Zauberflöte in Dornach, Schweiz. Ab September 2006 war sie Mitglied beim Internationalen Opernstudio Zürich.
Weitere Rollen ihres Repertoires sind: Orpheus aus Glucks Orfeo ed Euridice, Olga aus Tschaikowskis Eugen Onegin, Charlotte aus Massenets Werther, Sesto und Cornelia aus Händels Julius Cäsar, Orlofsky aus Die Fledermaus von Johann Strauss und besonders die Mezzopartien aus den Opern von W. A. Mozart (Cherubino, Ramiro, Zerlina, Annio, Sesto, Dorabella, Farnace).
2007/08 war sie Ensemblemitglied der Oper Leipzig, mit Partien wie Miss Jessel in »Turn of the Screw«, Annio in La clemenza di Tito und Komponist in Ariadne auf Naxos. Im gleichen Jahr war sie zu Gast bei den Pfingstfestspielen in Baden-Baden als Meg Page in Verdis Falstaff unter Thomas Hengelbrock.
2009-11 war sie Ensemblemitglied der Bayerischen Staatsoper (Dorabella in Così fan tutte, Hänsel in Hänsel und Gretel, Mércèdes in Carmen, Fenena in Nabucco, Sœr Mathilde in Dialogues des Carmélites, Blumenmädchen in Parsifal und Silla in Palestrina).
Sopran:
Danach erfolgte ein Wechsel ins jugendlich dramatische Sopranfach zu Rollen wie Elsa in Lohengrin, Eva in Die Meistersinger von Nürnberg, Agathe in Der Freischütz und den Titelpartien in Arabella und Ariadne auf Naxos. Zusammenarbeit bestand mit den Dirigenten Riccardo Chailly, John Elliot Gardiner, Lawrence Foster, Christopher Hogwood, Kent Nagano und Simone Young sowie den Regisseuren Philippe Arlaud, David Pountney, Giancarlo del Monaco und Nicolas Joel.
In der Spielzeit 2016/17 hatte sie Gastengagements in der Titelpartie von Ariadne auf Naxos am Theater Lübeck und als 1. Dame in Die Zauberflöte an der Opéra National de Paris. 
An der Oper Leipzig 2016/17 war sie zu Gast als Gräfin Almaviva in Le nozze di Figaro, Elisabetta (Don Carlo) Elsa und Agathe. 
Engagements erhielt sie als Freia in Wagners Rheingold unter der Leitung von Thomas Hengelbrock in der Elbphilharmonie sowie in Baden-Baden.
Weitere Rollen waren ja Senta in Wiesbaden und Duisburg/Düsseldorf sowie Arabella von Richard Strauss in Düsseldorf, Contessa in Figaros Hochzeit sowie Iphigenie auf Tauris an der Semperoper Dresden sowie eine Mitwirkung an dem Kinofilm Dancing Pina über Pina Bausch. 2020 sang sie ihre erste Tosca. 2021 folgte ihr Debüt an der Staatsoper Berlin in der Titelpartie in Ariadne auf Naxos sowie ihr Debüt als Elsa an der Oper Leipzig an der Seite von Klaus Florian Vogt als Lohengrin. In der Spielzeit 2023/24 gab Gabriela Scherer mehrere wichtige Debüts, darunter ihr Hausdebüt an der Staatsoper Hamburg als Senta und bei den Bayreuther Festspielen als Gutrune in Götterdämmerung. Außerdem sang sie ihre erste Leonore in Fidelio in Lissabon, gab ihr Rollendebüt als Chrysothemis in Elektra (Strauss) an der Semperoper und als Donna Elvira in Don Giovanni an der Staatsoper Unter den Linden.

### Auszeichnungen
Sie war 2005 Preisträgerin beim Internationalen Gesangswettbewerb der Kammeroper Schloss Rheinsberg. Dort debütierte sie im Sommer desselben Jahres mit der Partie des Hänsel in Humperdincks Märchenoper Hänsel und Gretel. Für diese Rolle wurde sie mit dem Förderpreis der Stiftung Vera und Volker Doppelfeld ausgezeichnet. Sie ist Preisträgerin der Armin-Weltner-Stiftung und der Stiftung Lyra. Beim 9. Internationalen Mozartwettbewerb 2006 in Salzburg erhielt sie einen Publikumspreis.

### Persönliches
Gabriela Scherer ist mit dem Bariton Michael Volle verheiratet.